# لقهاوي (لقهاوي)
لقهاوي هو دُوَّار يقع بجماعة أم عزة، عمالة الصخيرات تمارة، جهة الرباط سلا القنيطرة في المملكة المغربية. ينتمي الدوّار لمشيخة لقهاوي التي تضم دوار واحد. يقدر عدد سكانه بـ 3489 نسمة حسب الإحصاء الرسمي للسكان والسكنى لسنة 2004.

## روابط خارجية
- البوابة الوطنية للجماعات الترابية نسخة محفوظة 12 مارس 2018 على موقع واي باك مشين.
- المندوبية السامية للتخطيط